# KC Antilopen
KC Antilopen is een korfbalvereniging uit de Nederlandse gemeente Leusden, spelend in de 1ste Klasse landelijk in de zaalcompetitie. Op het veld spelen de Leusdenaren een klasse hoger in de overgangsklasse.
KC Antilopen speelt de veldwedstrijden op het Burgemeester Buiningpark. Het bezit daar drie kunstgrasvelden. De zaalwedstrijden worden gespeeld in de in het nieuwe sportcentrum Buiningpark, wat aan de kantine vastzit. Met een ledenaantal van ca. 400 is het een van de grotere clubs in de regio. In het seizoen 1999-2000 speelde de club op het hoogste niveau van Nederland.

## Geschiedenis
KC Antilopen werd opgericht op 20 september 1965. Het begon met één seniorenteam. In 1966, één jaar later waren dat er vier. Het hoogtepunt in de geschiedenis van Antilopen is het behalen van de Hoofdklasse in 1999. Tot 2005 was dat de hoogste klasse in de korfballerij. Nu is dat de Korfbal League. In 1999 werden Antilopen 1 t/m 6 allemaal kampioen. Antilopen 1 ging vervolgens Hoofdklasse spelen. In 2008 werd er door Antilopen 1 weer Hoofdklasse gespeeld in de zaal. Door de komst van de Korfbal League in 2005 werd de Hoofdklasse de op een na hoogste klasse. Antilopen wist het opvolgend jaar Hoofdklasse te halen en degradeerde naar de overgangsklasse in de zaal.